# Oniticellus freyi
Oniticellus freyi är en skalbaggsart som beskrevs av Vladimir Balthasar 1941. Oniticellus freyi ingår i släktet Oniticellus och familjen bladhorningar. Inga underarter finns listade i Catalogue of Life.